# Yuval Robichek
 (octobre 2023).
Yuval Robichek, né à Haïfa en 1959, est un illustrateur israélien,. 
Ses illustrations sont publiées dans de grands journaux tels que The New York Times, Forbes, Time Out,.

## Biographie
Yuval Robuchek, né en 1959 à Haïfa, Israël, est le fils d'un ingénieur tchèque et d'une mère marocaine. Aujourd'hui, il est basé à Tel Aviv.
Il a étudié « Humor In Arts » à la School of Visual Arts de New York,. Ses illustrations ont été publiées dans le New York Times, Forbes, Time Out,,.